# Saba (sura)
Saba (Língua árabe: سورة سبأ ) Sabá, é a trigésima quarta sura do Alcorão com  54 ayats.